# シャルル・ミュンシュ

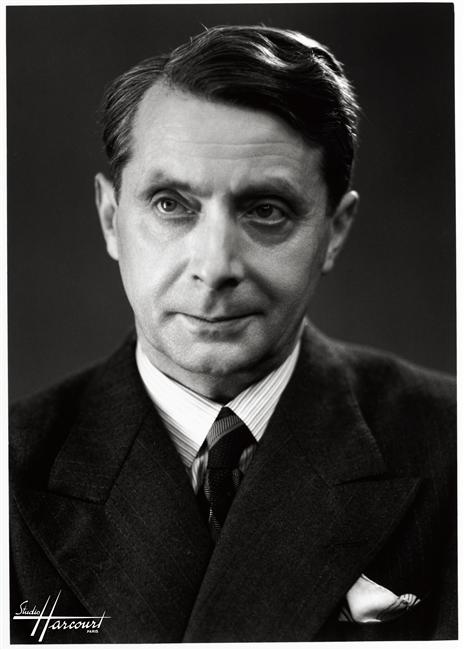
1939年

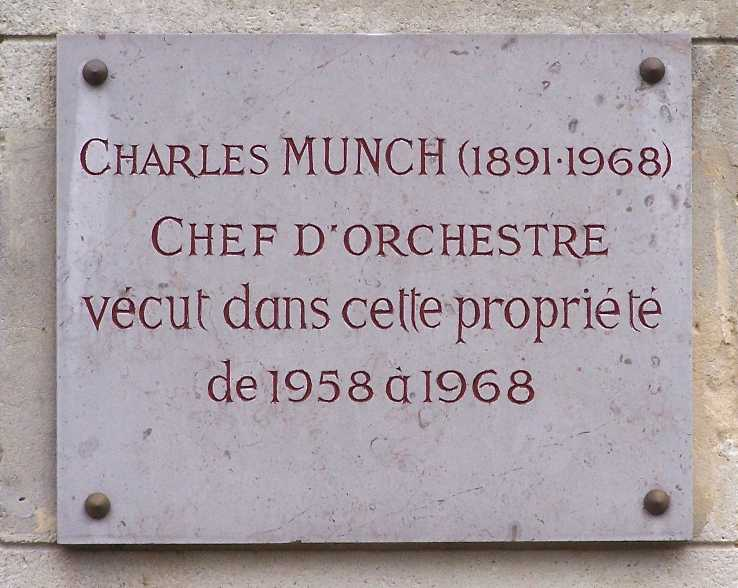
ルーヴシエンヌにあるシャルル・ミュンシュのプラーク

シャルル・ミュンシュ（Charles Munch, 1891年9月26日 - 1968年11月6日）は、当時ドイツ帝国領であったアルザス地方ストラスブールに生まれ、のちフランスに帰化した指揮者。

## 来歴
ルーテル教会のオルガニストで合唱指揮者のエルンスト・ミュンヒの息子として生まれる。一族には音楽家が多く、おじのオイゲン・ミュンヒ、従弟のハンス・ミュンヒ、兄のフリッツ・ミュンヒは共に指揮者である。またシャルルの姉のエマはアルベルト・シュヴァイツァーの弟パウル・シュヴァイツァーと結婚した。

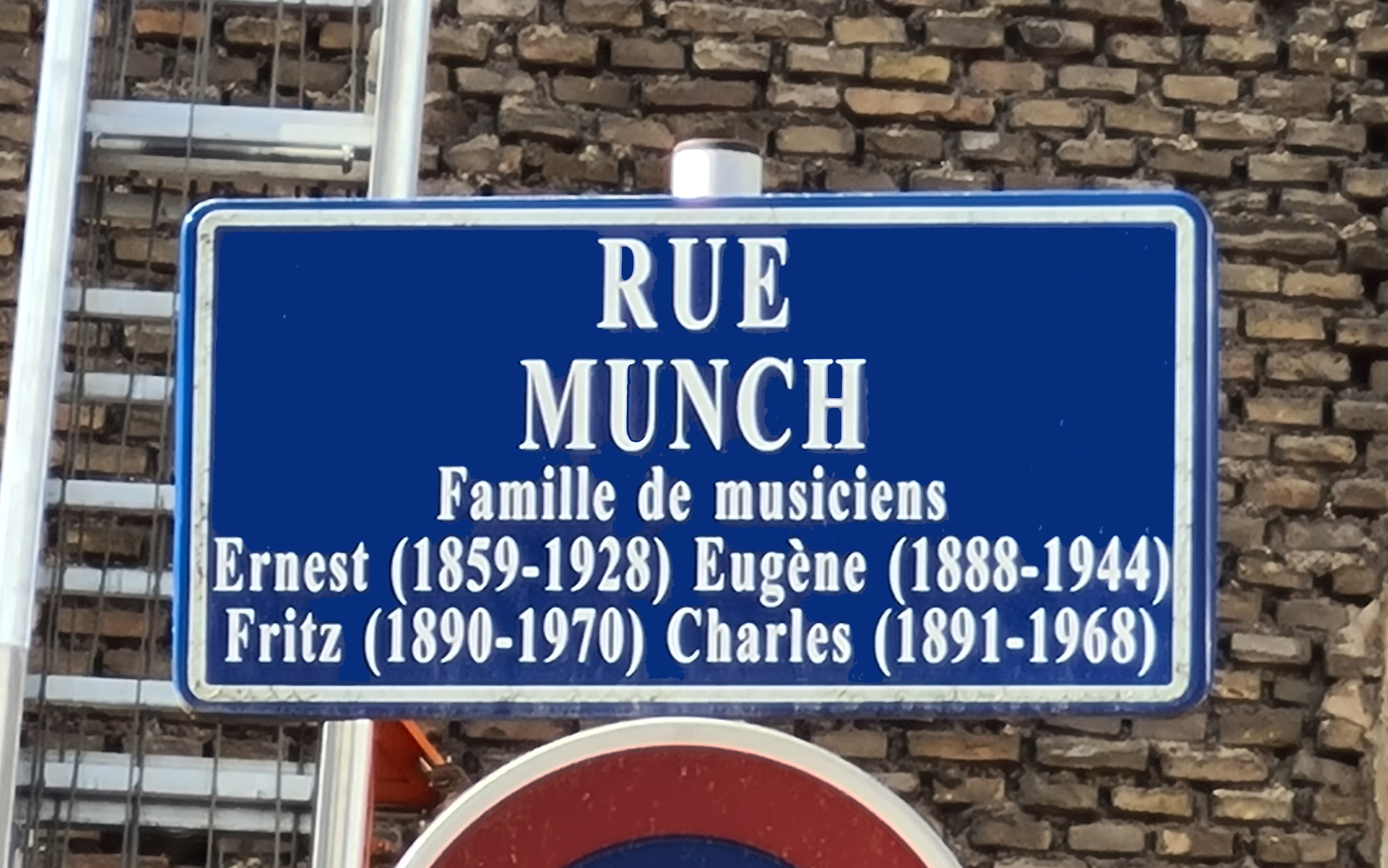
ストラスブールのミュンシュ通りにある標識。ミュンヒ一族の名が記されている。

ミュンヒ家はドイツ系のアルザス人であり、第一次世界大戦後アルザスがフランス領に戻った際、いったんはドイツ国籍を選択するが、のちナチスの台頭を嫌いフランスに帰化した。出生名の綴りはCharles Münchで、1940年初頭からウムラウトを外してMunchと綴るようになったという通説もあるが、実際には1940年代を通じてウムラウトを付けたり付けなかったりで一定せず、1946年の署名でもウムラウトを付けていたことが指摘されている。
ヴァイオリンを学び、1926年にはライプツィヒ・ゲヴァントハウス管弦楽団の奏者となった。ゲヴァントハウス管弦楽団で1932年まで楽長のフルトヴェングラーやワルターの下でコンサートマスターを務める。ゲヴァントハウスではドイツ語でカール・ミュンヒ（Carl Münch）と呼ばれていた。
1929年にパリで指揮者としてデビュー、後にネスレの創業者の孫娘ジュヌヴィエーヴ・モーリイ (Geneviève Maury) と結婚する。1937年にパリ音楽院管弦楽団の指揮者となって、1946年まで在任した。
1949年にボストン交響楽団の常任指揮者に就任、1962年までその座にあって、数々の演奏を行った。1960年にボストン交響楽団、1966年にフランス国立放送管弦楽団と来日、単身では1962年に日本フィルハーモニー交響楽団を指揮するために来日している。1970年にも来日する予定であったが、死去により叶わなかった。1967年にパリ管弦楽団が組織された際には初代の音楽監督に就任したが、翌年同団とともに演奏旅行中、アメリカのリッチモンドのホテルで心臓発作のため急逝した。77歳没。

## 人物
ミュンシュは、長い指揮棒を風車のように振り回す情熱的な指揮ぶり、爆発的な熱気あふれる音楽表現で高い人気を誇った。また、即興の名手であり、大の練習嫌いとしても知られている。仮に綿密なプローベをしたとしても、本番中悪魔のような笑みを浮かべつつ練習とは全く違う指示を出すことも多かったとも言われている。ミュンシュと数多く共演したウィーン・フィルの第二ヴァイオリニストで楽団長も務めたオットー・シュトラッサーは、同じく即興の大家で練習嫌いであったクナッパーツブッシュとの共通点を指摘している。
生涯のほぼ半分ずつを、それぞれドイツ人とフランス人として送ったミュンシュは、両国の音楽を共に得意とした。長いコンビだったボストン交響楽団との演奏がRCAレーベルに、晩年のパリ管弦楽団との録音がEMIレーベルに主として残されている。特にパリ管弦楽団との録音における、ベルリオーズの『幻想交響曲』とブラームスの第1交響曲のレコード・CDは評価が高い。ボストン交響楽団とも、ドイツ音楽ではベートーヴェン、シューベルト、メンデルスゾーンなど、フランス音楽ではベルリオーズ、フランク、サン＝サーンス、ショーソン、ドビュッシー、ラヴェルなどに名盤を遺した。
また、小澤征爾やシャルル・デュトワを教えたことでも知られている。

## 主要な録音
特記なきものはボストン交響楽団、ステレオ録音
- J. S. バッハ：ブランデンブルク協奏曲第1〜第6番、ヴァイオリン協奏曲第1番（ラレード〈ヴァイオリン〉、1960年）
- モーツァルト：クラリネット協奏曲（ベニー・グッドマン〈クラリネット〉、1956年）
- ベートーヴェン：交響曲第1番（モノラル）、同第3番「英雄」、同第5番「運命」、同第6番「田園」、同（ロッテルダム・フィルハーモニー管弦楽団、1967年）、同第8番、同第9番「合唱」、序曲「コリオラン」、「フィデリオ」序曲、レオノーレ序曲第3番、ヴァイオリン協奏曲（ハイフェッツ〈ヴァイオリン〉）、交響曲全集（1947年 - 1961年、モノラル、第8番のみパリ音楽院管弦楽団）
- シューベルト：交響曲第2番、交響曲第8番「未完成」、第9番「ザ・グレイト」
- メンデルスゾーン：交響曲第3番「スコットランド」、第4番「イタリア」、第5番「宗教改革」、ヴァイオリン協奏曲（ハイフェッツ〈ヴァイオリン〉）
- シューマン：交響曲第1番「春」、「マンフレッド」序曲、「ゲノヴェーヴァ」序曲（モノラル）
- ブラームス：交響曲第1番（1955年）、同（パリ管弦楽団、1968年）、同第2番、同第4番、悲劇的序曲
- ワーグナー：管弦楽曲集（「タンホイザー」〜序曲とヴェーヌスベルクの音楽、「トリスタンとイゾルデ」〜前奏曲と愛の死、「ワルキューレ」〜魔の炎の音楽、「神々の黄昏」〜ブリュンヒルデの自己犠牲）
- ベルリオーズ：幻想交響曲（1954年）、同（1962年）、同（ハンガリー放送管弦楽団、1966年）、同（パリ管弦楽団、1967年）、劇的交響曲「ロメオとジュリエット」、歌劇「トロイ人」〜王の狩りと嵐、交響曲「イタリアのハロルド」、序曲「ローマの謝肉祭」、「ベアトリスとベネディクト」序曲、「ベンヴェヌート・チェッリーニ」序曲、序曲「海賊」、レクイエム、歌曲集「夏の夜」（デ・ロス・アンヘレス〈ソプラノ〉、モノラル）、劇的物語「ファウストの劫罰」（モノラル）、
- フランク：交響曲、同（ロッテルダム・フィルハーモニー管弦楽団、1966年）、「呪われた狩人」
- デュカス：「魔法使いの弟子」
- イベール：「寄港地」
- ビゼー：交響曲（フランス国立放送管弦楽団、1967年）、「カルメン」組曲（ニュー・フィルハーモニア管弦楽団、1966年）、「アルルの女」組曲（ニュー・フィルハーモニア管弦楽団、1966年）、管弦楽のための組曲（フランス国立放送管弦楽団、1966年）、序曲「祖国」（フランス国立放送管弦楽団、1966年）
- サン＝サーンス：交響曲第3番「オルガン」、「オンファールの糸車」、序奏とロンド・カプリチオーソ（オイストラフ〈ヴァイオリン〉）、チェロ協奏曲第1番（ラムルー管弦楽団、ナヴァラ〈チェロ〉）
- ショーソン：交響曲、詩曲
- ダンディ：フランス山人の歌による交響曲
- リムスキー＝コルサコフ：序曲「ロシアの復活祭」（フランス国立放送管弦楽団、1966年）、金鶏（フランス国立放送管弦楽団、1966年）
- ボロディン：中央アジアの草原にて（フランス国立放送管弦楽団、1966年）
- ムソルグスキー：歌劇「ホヴァンシチーナ」より（フランス国立放送管弦楽団、1966年）
- チャイコフスキー：交響曲第4番、同第6番「悲愴」、「ロメオとジュリエット」
- ドヴォルザーク：交響曲第8番、チェロ協奏曲（ピアティゴルスキー〈チェロ〉）
- ドビュッシー：海、同（フランス国立放送管弦楽団、1966年）、牧神の午後への前奏曲、管弦楽のための「映像」〜イベリア（フランス国立放送管弦楽団、1966年）
- ラヴェル：ボレロ、同（パリ管弦楽団、1968年）、ラ・ヴァルス、スペイン狂詩曲、同（パリ管弦楽団、1968年）、組曲「マ・メール・ロワ」、「ダフニスとクロエ」（全曲）、「ダフニスとクロエ」組曲第2番 （パリ管弦楽団、1968年）、亡き王女のためのパヴァーヌ、同（パリ管弦楽団、1968年）、高雅にして感傷的なワルツ（フィラデルフィア管弦楽団、1963年）
- フォーレ：組曲「ペレアスとメリザンド」（フィラデルフィア管弦楽団、1963年）
- アルベニス：イベリア（フランス国立放送管弦楽団、1966年）
- プロコフィエフ：ヴァイオリン協奏曲第2番（ハイフェッツ〈ヴァイオリン〉）
- オネゲル：交響曲第2番（モノラル）、同（パリ管弦楽団、1968年）、第5番「3つのレ」（モノラル）
- ルーセル：交響曲第3番（フランス国立管弦楽団）、同（ラムルー管弦楽団）、第4番（フランス国立管弦楽団）、同（ラムルー管弦楽団）、「バッカスとアリアーヌ」組曲第2番（フランス国立管）
- ミヨー：「世界の創造」、プロヴァンス組曲
- プーランク：オルガン、弦楽とティンパニのための協奏曲（ザムコヒアン〈オルガン）
- ウォルトン：チェロ協奏曲（ピアティゴルスキー〈チェロ〉）
- 君が代(ボストン交響楽団･1960年日本特別演奏会)